# Giuseppe Siri
Giuseppe Siri (20. května 1906 Janov – 2. května 1989 tamtéž) byl italský kardinál a katolický arcibiskup Janova. Byl známý obránce věroučné a liturgické tradice Církve a odpůrce totalitních ideologií 20. století, které považoval za neslučitelné s katolickou vírou.
Siri rychle stoupal církevní hierarchií. V 38 letech byl jmenován pomocným biskupem, o dva roky později se stal janovským arcibiskupem a ve 47 letech byl kreován kardinálem. Janovskou diecézi řídil 41 let od roku 1946 do roku 1987. Jeho episkopát byl pravděpodobně nejdelší v dějinách této diecéze. Zúčastnil se čtyř konkláve, při kterých byl vždy považován za papabile. Siri zastával také různé úřady, předsedou Italské biskupské konference byl od roku 1959 do roku 1965.
Byl znám svým pevným charakterem a neochotou dělat kompromisy a tato houževnatá obhajoba vlastního přesvědčení často rozdělovala veřejné mínění. Měl hodně příznivců, ale na druhou stranu měl i silnou opozici. V Janově, s kterým byl hluboce svázán, založil četné podpůrné, pastorační a kulturní organizace. Byl velmi plodným spisovatelem, jeho obsáhlá tvorba čítá na stovky titulů a obsahuje knihy, pastýřské listy, projevy, homilie, články a zprávy.
Jeho rodné město po něm pojmenovalo hlavní vstup do divadla Carlo Felice.